# Postojna (jeskyně)
Postojna, někdy též Postojná, nazývaná také Amerika nebo oběma názvy současně (Postojna – Amerika), je největší jeskyní v Českém ráji. Nachází se v přírodní rezervaci Klokočské skály na území části Bukovina obce Mírové pod Kozákovem, necelý kilometr západně od Klokočí. Jméno Postojna dostala po největší slovinské jeskyni, nacházející se v Dinárském krasu[zdroj?]. 

## Popis
Jedná se o pseudokrasovou jeskyni s hlavní síní o rozměrech 16 × 18 metrů, na niž navazuje síň o půdorysu 4 × 8 metrů. Ze síní vystupují chodby o celkové délce 75 metrů.
V jeskyni se nacházejí kořenové stalagmity.

## Fauna
Jeskyně je využívána netopýry, a to jak k přeletům, tak k zimování.

## Osídlení
Při archeologickém výzkumu byly v jeskyni nalezeny doklady osídlení ve střední době kamenné a v mladší době bronzové.

## Přístup
Jde o jedinou přístupnou jeskyni v Českém ráji, v roce 2022 však byla kvůli ochraně netopýrů na zimu uzavřena.
K jeskyni vede žlutě značená cesta z Turnova na Rotštejn.